# Robert Marshall
Robert William Marshall (ur. 17 czerwca 1959 w Memphis) – amerykański duchowny katolicki, biskup Alexandrii od 2020.

## Życiorys
Święcenia kapłańskie otrzymał 10 czerwca 2000 i został inkardynowany do diecezji Memphis. Pracował głównie jako duszpasterz parafialny, był też m.in. ceremoniarzem biskupim oraz wikariuszem generalnym diecezji.
21 kwietnia 2020 papież Franciszek mianował go ordynariuszem diecezji Alexandria. Sakry biskupiej udzielił mu 20 sierpnia tegoż roku abp Gregory Aymond.